# Стентування

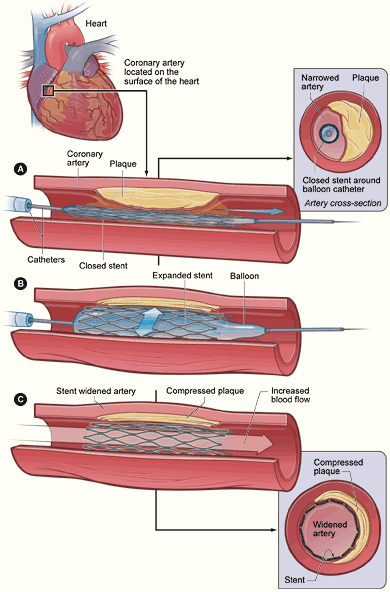
Принципова схема встановлення стенту у коронарні судини.

Стентування — медичне мініінвазивне оперативне втручання, що проводиться з метою встановлення стенту (спеціального каркаса, який поміщається в просвіт порожнистих органів та судин людини або тварини), наприклад, коронарних судин або жовчної протоки, і забезпечує розширення звуженої патологічним процесом ділянки. Коронарне стентування принципово відрізняється від коронарного шунтування, де метою операції є створення обхідного шляху ураженої ділянки судини.

## Історія
Історія розвитку стентів почалася ще в кінці 1970-х років. Концепцію розширення уражених ділянок судини за допомогою певного каркаса ще 50 років тому запропонував американський радіолог, один з піонерів інтервенційної радіології Чарльз Доттер (Charles Dotter, 1920-1985). У 1979 році він зазнав важкого коронарного шунтування. Наступного року він переніс перфоровану виразку дванадцятипалої кишки та вимагав оперативної операції. Колись невтомний, Доттер пережив обидві операції та повернувся до свого щоденного розкладу. І лише на початку 1990-х років була доведена ефективність методу стентування для відновлення прохідності коронарної артерії і утримання її надалі в новому стані.
За словами доктора Річарда Шатца (Клініка Скріппса, Ла Джолла, Каліфорнія, США) (Dr. Richard Schatz Scripps Clinic, La Jolla, California, USA), співавтора стенту Пальмаз-Шатц (Palmaz-Schatz stent), перший коронарний стент було схвалено FDA у 1994 році. Винахід базувався на наскрізних дослідження балонної ангіопластики, представлених доктором Андреасом Грюнтцігом (Dr. Andreas Grüntzig) у 1977 році. Доктор Пальмаз (Dr. Palmaz) створив металеву трубку з нержавіючої сталі, що розширювалася на кулі, а не пружині або котушці, як раніше було представлено.
«Спробувавши різні конструкції та види металу, ми врешті-решт розробили стент Пальмаз-Шатц. Перші стенти ми розмістили в коронарах для собак у 1985 році, а за підтримки «Johnson & Johnson» — у перших людей в 1987 році» — доктор Шатц.

## Значимість
У наш час серцево-судинні захворювання є однією з головних причин смертності населення. Приблизно 3,7 мільйона людей померли від гострого коронарного синдрому у всьому світі у 2012 році. Найчастіше проблеми з серцево-судинною системою виникають у людей старших 50 років, проте сучасний спосіб життя, далекий від оптимального, та погіршення екологічної ситуації також включає в групу ризику і більш молодих людей.
Серце — потужний насос, що забезпечує циркуляцію крові. З циркуляцією крові до органів і тканин надходять поживні речовини і кисень, без яких була б неможлива їх життєдіяльність.
Для здійснення цієї значної роботи серця необхідна велика кількість кисню, за доставку якого відповідає розгалужена система вінцевих артерій. Патологічна зміна стану судин незмінно веде до погіршення кровопостачання серця і, як наслідок, до розвитку серйозних серцево-судинних захворювань.
Атеросклероз — найбільш поширене хронічне захворювання, що вражає артерії. Атеросклеротичні бляшки, що поступово зростають на внутрішній оболонці судинної стінки, поодинокі або множинні, є головним чином холестериновими відкладеннями.
Розростання в артерії сполучної тканини (тобто склероз) і кальциноз стінки судини призводить до повільно прогресуючої деформації, звуження просвіту аж до повного спустіння (облітерації) артерії і тим самим викликає хронічну, повільно зростаючу недостатність кровопостачання органу, який живиться через уражену артерію. У разі недостатності кровопостачання серцевого м'яза людина відчуватиме розвиток наступних симптомів:
- біль в грудній клітці, що супроводжується почуттям страху смерті
- нудота
- задишка
- тахікардія
- надмірне потовиділення.

Однак подібні симптоми можуть і не проявлятися, результатом чого є задавнювання хвороби і відкладення звернення до фахівців чим ускладнюється подальше лікування.
Крім спадкової обумовленості розвитку захворювання також сприяють повторювані психоемоційні напруги (стреси), куріння, алкогольна чи наркотична залежності, неправильне харчування, що веде до порушення обміну речовин, знижена фізична активність.
Звуження судин призводить до того, що серцевий м'яз, — міокард страждає від нестачі кисню. Серце, що знаходиться в ішемії, поступово де-компенсується, і все менш успішно виконує свою функцію. Через деякий час розвивається ішемічна хвороба серця.
В кардіології існує багато прогресивних методів оперативного лікування. До появи внутрішньосудинних методів лікування єдиним хірургічним методом лікування ішемічної хвороби серця була операція коронарного шунтування (створення шунта в обхід звуженої ділянки кровоносної судини). Зараз багатьом хворим вдається уникнути хірургічного втручання завдяки використанню ефективних і малотравматичних методів, одним з яких є коронарне стентування (імплантація коронарного стенту).

## Суть методу

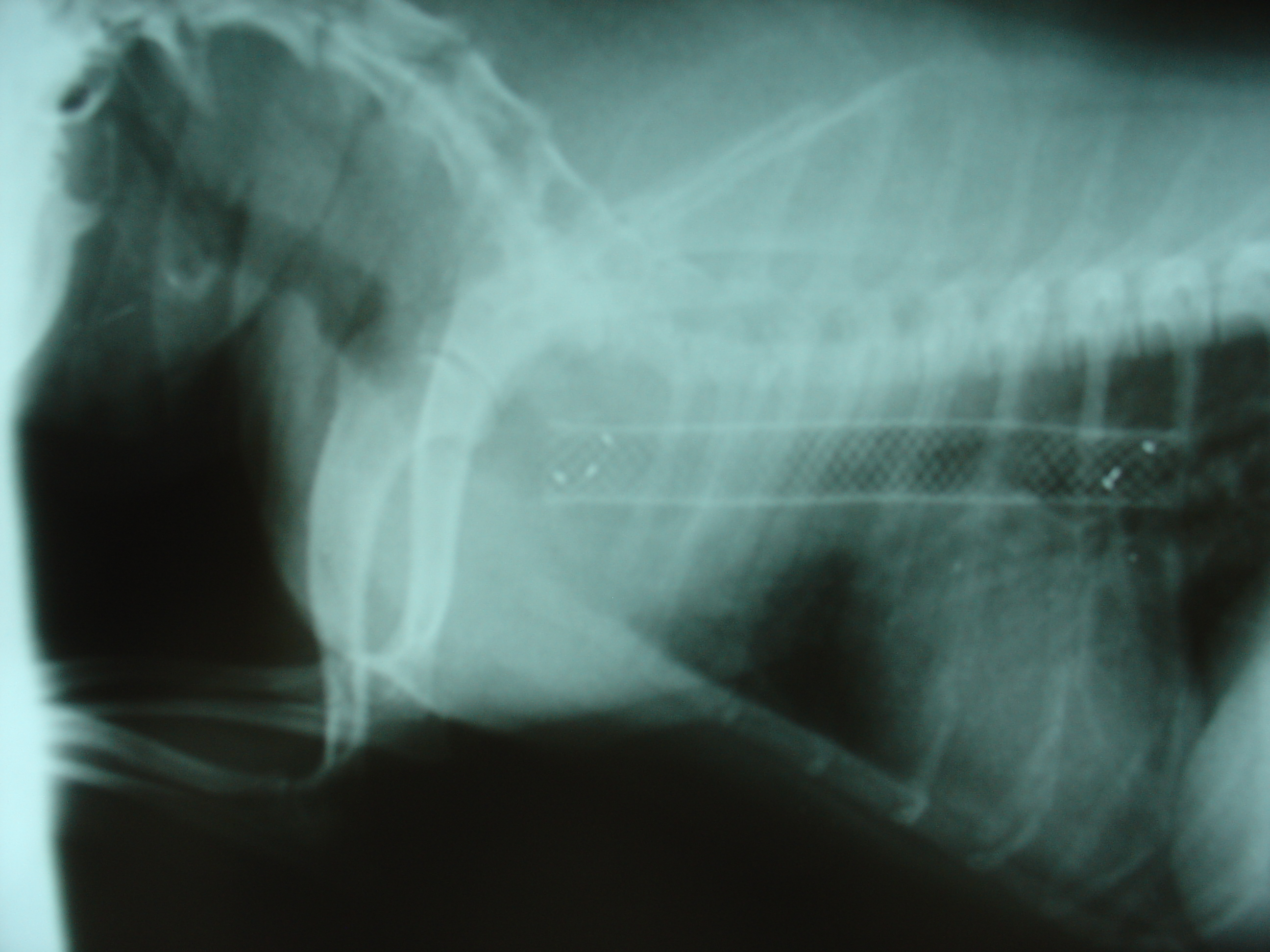
Трахеальний стент у собаки

Стент — це тонка металева трубочка, що складається з дротяних осередків, що роздувається спеціальним балоном. Вона вводиться в уражену судину і, розширюючись, втискається в стінки судини, збільшуючи її просвіт. Так, наприклад, поліпшується кровопостачання серця.
На стадії діагностики виконується коронарна ангіографія, що дозволяє визначити характер, місце розташування і ступінь звуження коронарних судин. По спеціальному катетеру через стегнову артерію вводиться контрастна речовина, з потоком крові вона заповнює коронарні артерії, що дозволяє їх візуалізувати. Рентгенівські знімки робляться під кількома кутами, результат виводиться на монітор і архівується в цифровому форматі.
У спеціально обладнаній операційній під рентгенівським контролем виконують операцію, постійно реєструючи кардіограму пацієнта. Для цієї операції не потрібно здійснення розрізів, проводиться вона під місцевою анестезією. Пацієнт може говорити в процесі і повідомляти про своє самопочуття, робити вдихи і затримувати дихання на прохання лікаря.
Через судину на стегні або руці в гирлі звуженої коронарної артерії вводиться спеціальний катетер, через який проводиться тонкий металевий провідник під спостереженнями на моніторі (ендоскопічний метод). Провідник забезпечений спеціальним балончиком, розмір якого підбирається відповідно до особливостей звуженого ділянки. На балончику змонтований в стислому стані стент, який обов'язково сумісний з органами і тканинами людини, гнучкий і пружний, підстроюється під стан судини. Введений балончик на провіднику роздувається, стент розширюється і вдавлюється у внутрішню стінку судини. Для повної впевненості в тому, що стент розширився правильно, балон роздувається кілька разів. Потім балон здувається і видаляється з артерії разом з провідником і катетером. Стент залишається і зберігає просвіт судини. Залежно від розміру ураженої судини можуть використовуватися один або кілька стентів.
Перед проведенням подібних оперативних втручань пацієнти проходять обстеження на предмет алергії та враховується анамнез хворого.

## Прогноз
Зазвичай результати операції хороші, вона відносно безпечна і ризик ускладнень після неї мінімальний. Іноді спостерігаються алергічна реакція організму на контрастну речовину, що вводиться в процесі операції для рентгенівського спостереження, гематома або кровотеча в місці пункції артерії. Для профілактики ускладнень пацієнта залишають у відділенні інтенсивної терапії з дотриманням постільного режиму. Деякий час за пацієнтом спостерігають в умовах стаціонару після чого слідує виписування. Обмеження після цього зазвичай знімають, людина повертається до звичайного життя, однак показане періодичне спостереження у лікаря або обстеження.
Безкровність і видима простота операції, короткий післяопераційний період і ефективність коронарного стентування роблять його сучасним і популярним рішенням проблеми багатьох серцево-судинних захворювань. На відміну від хірургічної операції, яка проходить з використанням штучного кровообігу, процедура стентування триває 30-40 хвилин і практично не дає ускладнень.
Однак стентування не має абсолютної ефективності, приблизно в 15-20% випадків відбувається зворотний процес, і судина знов звужується. Однією з причин такого процесу є надмірне розростання м'язової тканини, і, як наслідок, звуження стінки судини. Однак дослідження кардіологів не припиняються, покращуючи технологію коронарного стентування і домагаючись найстабільнішої та позитивної статистики результатів. Так, зараз розроблено нове покоління стентів зі спеціальним лікарським покриттям. Оболонка такого стента протягом декількох тижнів поступово вивільняє ліки, що запобігає надмірному розростанню тканин. Застосування стентів нового покоління значно знижує кількість випадків, коли необхідна повторна операція (повторне звуження спостерігається лише в 5% випадків). Однак, цей метод до сьогодні має проблеми, пов'язані з недосконалістю таких покриттів.
Покриття з виділенням ліків для судинних стентів, яке позбавлене багатьох із згаданих недосконалостей — це покриття на основі полідиметилсилоксанової матриці являє собою систему циліндричних мікрокамер, що поступово розкладаються — біорозкладних (англ. Biodegradable stents), діаметром 5 мкм і висотою 3 мкм кожна. Всередину кожної такої камери вчені навчилися поміщати дозований лікарський препарат, який, поступово виділяючись з силоксанового покриття, запобігає повторному звуженню судини, виникненню в ньому бляшок і тромбів. Швидкістю виділення препарату з інноваційного мікрокамерного покриття стенту керують за допомогою ультразвуку. Таке «розумне» покриття використовують на коронарних стентах, що дозволяє отримати додатковий фармакологічний ефект, не зважаючи побічні реакції.
Стенти, що елюють ліки (англ. drug-eluting stents — DES), до цих пір знаходяться на попередніх стадіях розробки з неоднозначними результатами; однак, маючи стільки змінних, включаючи лікарський засіб та засоби їх доставки, існують значні можливості для майбутніх досліджень. В даний час розроблено близько 400 різних моделей стентів, і розвиток методу веде до постійної їх модернізації. Ці стенти розрізняються за складом металу, з якого вони виготовлені, довжиною, формою отворів, покриттям поверхні, що контактує з кров'ю, системою доставки та функціональності, тощо.

## Стентування жовчних проток
Стентування жовчних проток здійснюється за допомогою установки спеціальних біліарних стентів. Основна мета установки біліарного стенту складається в забезпеченні ефективного протоки жовчі в просвіт дванадцятипалої кишки. Цей ефект досягається шляхом установки порожнистої трубки з металу або пластику в жовчний протік ендоскопічними методами.
Перші установки біліарних стентів були проведені в 1980 роках двома різними командами фахівців: Soehendra N. & Reynders-Frederix V. і Laurence BH & Cotton PB. В результаті проведених оперативних втручань було з'ясовано, що прийнятніше встановлення стентів більшого діаметру, оскільки це зменшує ризик запалення жовчних шляхів і подовжує період біліарної прохідності.
Наступним етапом у розвитку стентування стало використання стентів з «саморозкривними металевими стінками» (англ. self-expanding metal stent — SEMS), що розширюються в місці імплантації. Ця особливість зробила використання SEMS найбільш придатними, ніж пластикових, особливо при первинному лікуванні злоякісної структури жовчних проток. З тих пір характеристики SEMS-стентів безперервно поліпшувалися за двома основними напрямками: забезпечення продовження прохідності протоки при злоякісних захворюваннях і забезпечення можливості оперативної заміни або видалення стенту. Згодом біліарні стенти зазнавали різних модифікацій для поліпшення терапії, як злоякісних непрохідностей жовчних шляхів, так і доброякісних стенозів.
Існують різні типи функціональних стентів, такі як:
- антиміграційні стенти, які просто виймати або легко змінюють форму
- протигіперплазивні
- елюючі (drug-eluting stents — DES)
- радіоактивні (Radioactive stents)
- біодеградуючі (Biodegradable stents)
- біоактивні (bio-active stent — BAS, NO-BAS, Titan-2, Hexacath)[2][17][18][19].

Стенти з покриттям, що з часом вивільняє ліки (DES) застосовують, наприклад, для запобігання пухлинного проростання в стент (обробка стента антипухлинними агентами). При цьому як металеві, так і полімерні елюйовані (англ. elution «вивільняти», лат. eluo, elutum «вимивати, видаляти») стенти використовуються для запобігання рестенозу жовчної протоки. Збільшення ефективності елюйованих стентів пов'язано з використанням сурфактантів і підсилювачів дії ліків, модифікацією структури стентів, поліпшенням матеріалів для виготовлення стенту, обробкою металевих поверхонь, методами нанесення препаратів та новими типами полімерів (див. неоінтимальна гіперплазія). Антирефлюксні стенти (англ. antireflux valve stent — ARS) з клапаном запобігають потраплянню панкреатичного соку в жовчний протік і подальший розвиток холангіту.
На сьогодні вважається, що можливості вдосконалення і модифікації стентів обмежені, оскільки стент є стороннім тілом в людському організмі, але поліпшення функціональних властивостей стентів в найближчій перспективі дозволить продовжувати період біліарної прохідності і терапевтичної дії під кожну конкретну патологію.